# 古卢 (涅夫勒省)
古卢（法語：Gouloux，法語發音：[ɡulu]）是法国涅夫勒省的一个市镇，属于希农堡（城）区。

## 地理
古卢（47°14'22"N, 4°4'38"E）面积21.94 平方千米，位于法国勃艮第-弗朗什-孔泰大區涅夫勒省，该省份为法国中部省份，北至约讷省，西北接卢瓦雷省，西接谢尔省，南至阿列省，东南接索恩-卢瓦尔省，东临科多尔省。
与古卢接壤的市镇（或旧市镇、城区）包括：丹莱普拉斯、莫尔旺地区阿利尼、蒙索什莱塞通、莫尔旺地区穆、圣布里松。

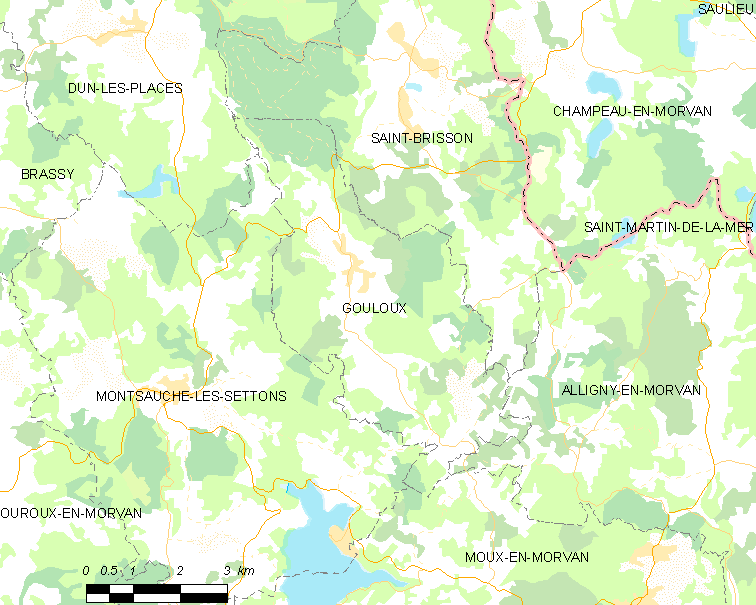
的OSM定位图

古卢的时区为UTC+01:00、UTC+02:00（夏令时）。

## 行政
古卢的邮政编码为58230，INSEE市镇编码为58129。

## 政治
古卢所属的省级选区为希农堡县。

## 人口

1962-2008年间人口变化图示

古卢于2022年1月1日时的人口数量为161人。